# Armand Du Bois
Armand Pierre Alphonse Du Bois, né le 11 mai 1873 à Lebbeke et décédé le 31 mai 1926 à Mont-Saint-Guibert fut un homme politique belge du Parti catholique.
Du Bois fut brasseur.
Il fut élu conseiller communal (1910) et bourgmestre (1910-26) de Lebbeke, conseiller provincial de la province de Flandre-Orientale et sénateur de l'arrondissement de Termonde-Saint-Nicolas (1919-26).

## Généalogie
- Il fut fils de Jacob (1830-1909) et Clementina Haems (1843-1911).
- Il épousa en 1899 Helena VERWILGHEN (1876-1963);
  - Ils eurent sept enfants : Marie-Stéphanie dite Marita (1899-1949) qui épousa Henri LIESENS, fils de Mathieu Liesens, Charles (1900-1967) qui épousa Emma VAN DAMME, Godelieve (1902-1967) qui épousa Jules GRADE, Marie Madeleine (1903-1976) qui épousa Frans BURMAN EYCK tot ZUYLICHEM, Leo (1905-1987) qui épousa Lucy de CNYF, Cécile (1910-1912) et Christiane (1912-1927).